# كومي لا تستطيع التواصل
كومي-سان لا تستطيع التواصل (باليابانية: 古見さんは、コミュ症です، بالروماجي: Komi-san wa, Komyushō Desu)، هي سلسلة مانغا يابانية من كتابة توموهيتو أودا تم نشرها في مايو 2016 في مجلة شونن سندي الأسبوعية.من المقرر عمل أنمي مقتبس عن المانغا وتم عرضه في 7 أكتوبر 2021.